# Hessel de Boer
Hessel de Boer (Haarlem, 20 februari 1921 – Den Haag, 20 juli 2003) was een Nederlandse schilder en tekenaar. Hij is vooral gekend om zijn portretten.
Hij was zoon van Jacoba Johanna van den Eijkhof en militair Hessel de Boer (sr).
De Boer werd opgeleid aan de Koninklijke Academie van Beeldende Kunsten in Den Haag, waar hij les kreeg van Paul Citroen, Rein Draijer en Willem Schrofer. In 1954 ontving hij een eervolle vermelding van het Willink van Collenfonds voor kunstenaars beneden de 35 jaar. Hij schilderde landschappen, portretten en stillevens. Hij won enkele malen de publieksprijs van de 'Haagse Salon'. Als docent aan de Vrije Academie in Den Haag leidde De Boer diverse Nederlandse kunstenaars op, onder wie Adrian Stahlecker.
De Boer was lid van de Haagse Kunstkring en Pulchri Studio. Hij exposeerde bij het Singer Museum in Laren.
- Biografisch Portaal: 05837628
- RKD-Nederlands Instituut voor Kunstgeschiedenis: 9714